# Жан Дювийозар
Жан Пиер Арман Гислен Мари Дювийозар (на френски: Jean Pierre Armand Ghislain Marie Duvieusart) е валонски политик.
Роден е на 10 април 1900 година във Фран ле Госли, днес част от Бон Вийерс в семейството на местен политик. През 1922 година завършва парво в Лувенския католически университет, след което е адвокат в Шарлероа и кмет на Фран ле Госли (1927 – 1947). След Втората световна война е сред създателите на Социалхристиянската партия, от 1944 година е депутат, а от 1949 година – сенатор. През 1947 – 1950 и 1952 – 1954 година е министър на икономиката, за кратко е министър-председател през лятото на 1950 година, в кулминацията на кризата около Кралския въпрос. През 1958 – 1965 година е член на Европейския парламент, а през 1964 – 1965 година – негов председател. След това напуска Социалхристиянската партия, а през 1968 година е сред създателите на федералисткото Валонско обединение.
Жан Дювийозар умира на 11 октомври 1977 година в Шарлероа.